# Brigade du génie (France)
Pour les articles homonymes, voir Brigade du génie.
La brigade du génie (BGEN) est une grande unité militaire de l'Armée de terre française. Créée en 1993 puis dissoute en 2010, elle est réactivée en 2024.

## Histoire
La brigade du génie du 3e corps d'armée est créée le 1er juillet 1993. Composée du 1er régiment du génie d’Illkirch-Graffenstaden et du 71e régiment du génie d’Oissel, elle était l'une des brigades spécialisées du 3e corps aux côtés de la brigade de transmissions et de la 3e brigade d'artillerie. Son état-major était installé à Lille avec celui du 3e corps d'armée.
Le 1er juillet 1997, son état-major est transféré à Strasbourg et le 71e régiment du génie est dissous.
Le 1er juillet 1998, elle intègre le commandement de la force d'action terrestre consécutivement à la dissolution du 3e corps. Le 2e régiment du génie de Metz, le 5e régiment du génie de Versailles, le 28e groupe géographique de Joigny et le groupe de défense nucléaire, biologique et chimique (GD-NBC) de Draguignan rejoignent la brigade.
De 1999 à 2010, le général commandant la brigade du génie est également gouverneur militaire de Strasbourg.
Le groupe de défense nucléaire, biologique et chimique fusionne avec le 2e régiment de dragons (2e RD) de Fontevraud-l'Abbaye, le 1er juillet 2005 et se retrouve directement subordonné au commandement de la force d'action terrestre.
En 2009, le 28e groupe géographique intègre la brigade de renseignement.

### Dissolution
La brigade du génie est dissoute le 24 juin 2010.
Avant sa dissolution elle comptait 4 525 personnels.
Sa composition était la suivante :
- 1er régiment du génie (1er RG) d'Illkirch-Graffenstaden (dissolution le 24 juin 2010 en même temps que la brigade) ;
- 2e régiment du génie (2e RG) de Metz (dissolution le 16 juin 2010) ;
- 5e régiment du génie (5e RG) de Versailles (dissolution le 10 juin 2010).

### Réactivation
La brigade du génie (BGEN) est réactivée en juillet 2024 dans le cadre du plan de transformation « armée de Terre de combat ». Sa cérémonie de création se déroule le 11 septembre 2024 à l'hôtel des Invalides.
Son état-major est installé à Angers (quartier Berthezène). Elle est l’une des trois brigades du commandement de l’appui et de la logistique de théâtre (CALT) ,. L’ambition opérationnelle de la brigade du génie est clairement orientée vers la capacité à renforcer la division ou le corps d'armée en unités spécialisées rares au sein des forces terrestres, et à en optimiser l’emploi pour garder la maîtrise du milieu d’engagement.

## Traditions

### Insigne

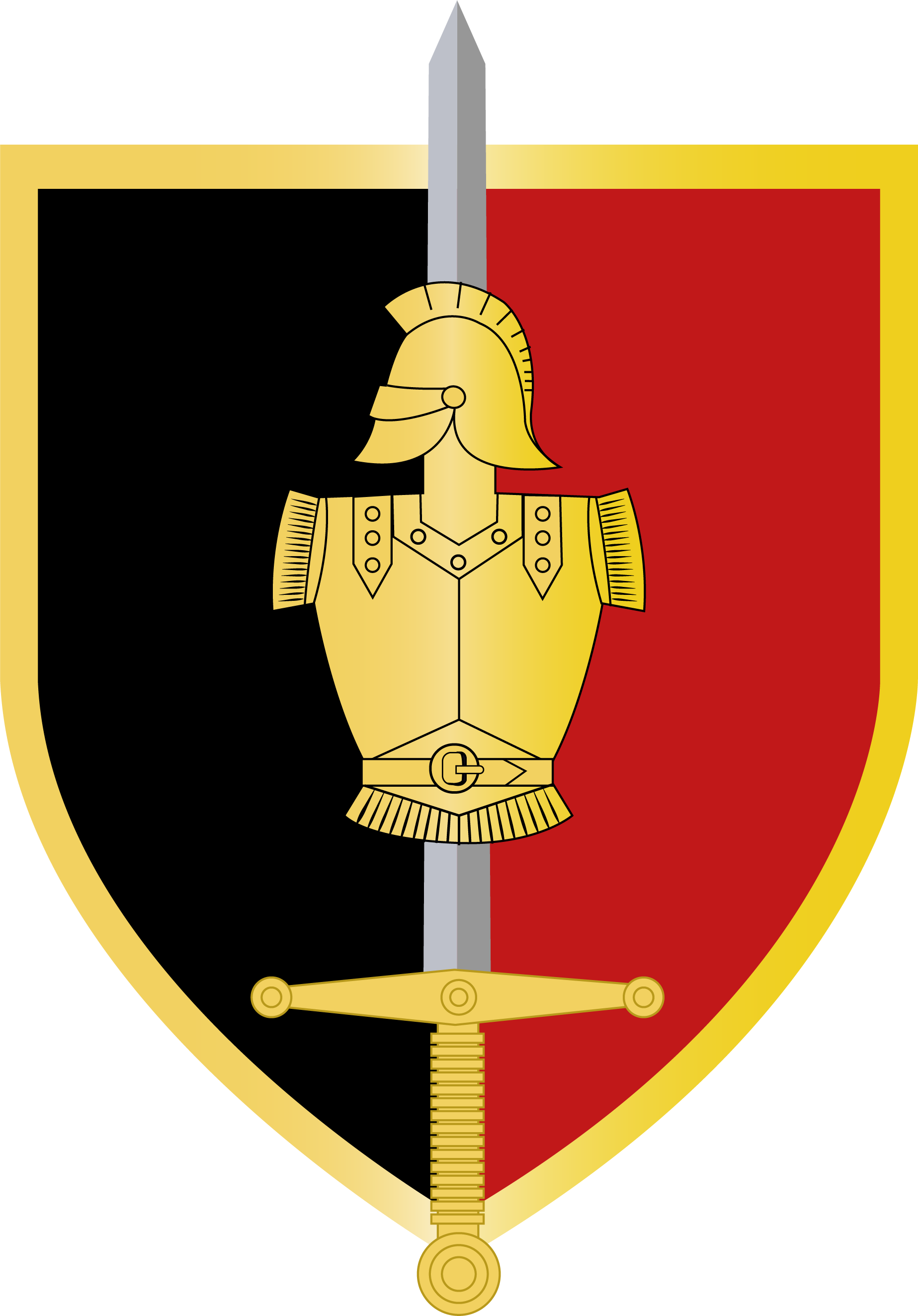
Insigne de la brigade du génie.

- la cuirasse et le pot-en-tête sont officiellement les symboles du génie depuis le 2 septembre 1775[8] ;
- le noir et le rouge sont les couleurs du génie ;
- l'épée est le symbole du commandement des unités combattantes de l'Armée de terre.

### Devise
"Ils marcheront en tête". 
Cette phrase a été prononcée par Napoléon Bonaparte en mai 1807, lors de la bataille de Dantzig.

## Composition
Depuis sa réactivation en 2024, la brigade regroupe des unités du génie mais aussi de l'arme blindée et cavalerie, de l'infanterie et de l'artillerie, et compte désormais 5 000 hommes :
- État-major de brigade (EM BGEN) d'Angers ;
- 19e régiment du génie (19e RG) de Besançon ;
- 31e régiment du génie (31e RG) de Castelsarrasin ;
- 132e régiment d'infanterie cynotechnique (132e RIC) de Suippes ;
- 2e régiment de dragons (2e RD) de Fontevraud-l'Abbaye ;
- 28e groupe géographique (28e GG) de Haguenau.